# Lukáš Bauer
Lukáš Bauer (Ostrov nad Ohří, Checoslovaquia, 18 de agosto de 1977) es un deportista checo que compitió en esquí de fondo.
Participó en cinco Juegos Olímpicos de Invierno, entre los años 1998 y 2014, obteniendo en total tres medallas, plata en Vancouver 2010, en la prueba de 15 km, y dos bronces en Sochi 2014, en los 15 km y en el relevo (junto con Martin Jakš, Jiří Magál y Martin Koukal).
Ganó dos medallas de plata en el Campeonato Mundial de Esquí Nórdico, en los años 2009 y 2015.

## Palmarés internacional
| Juegos Olímpicos   | Juegos Olímpicos          | Juegos Olímpicos  | Juegos Olímpicos |
| Año                | Lugar                     | Medalla           | Prueba           |
| ------------------ | ------------------------- | ----------------- | ---------------- |
| 2006               | Turín (Italia)            | Medalla de plata  | 15 km            |
| 2010               | Vancouver (Canadá)        | Medalla de bronce | 15 km            |
| 2010               | Vancouver (Canadá)        | Medalla de bronce | Relevo 4 × 10 km |
| Campeonato Mundial |                           |                   |                  |
| Año                | Lugar                     | Medalla           | Prueba           |
| 2009               | Liberec (República Checa) | Medalla de plata  | 15 km            |
| 2015               | Falun (Suecia)            | Medalla de plata  | 50 km            |